# تسینا
تسینا (به آلمانی: Zinna) یک منطقهٔ مسکونی در آلمان است که در تورگاو واقع شده‌است. تسینا ۱٬۴۷۵ نفر جمعیت دارد.